# Amtsgericht Lemgo

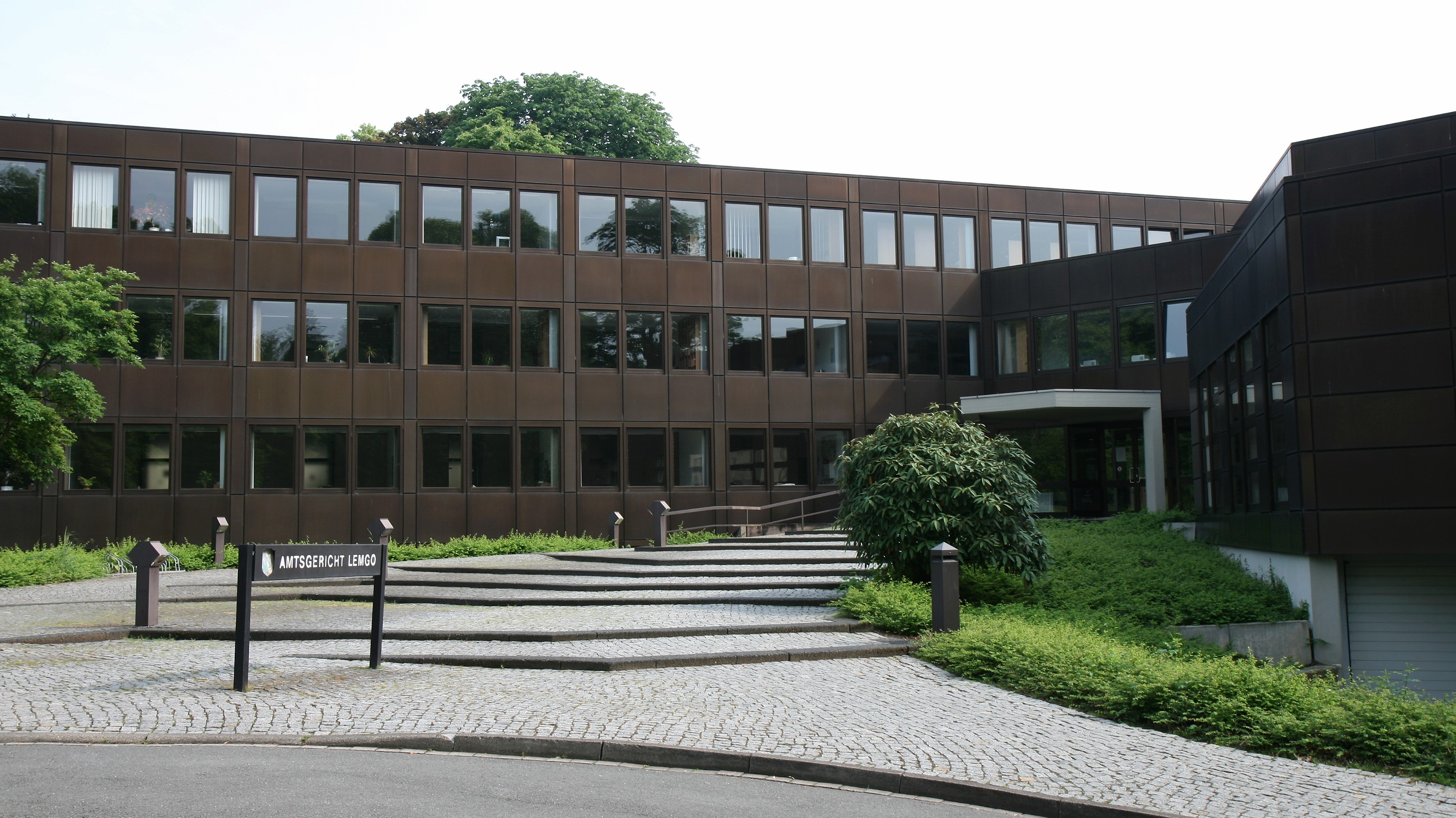
Gerichtsgebäude Am Lindenhaus 2

Das Amtsgericht Lemgo hat seinen Sitz in Lemgo. Es ist für die Städte Bad Salzuflen und Lemgo sowie für die Gemeinden Dörentrup, Extertal, Kalletal und Leopoldshöhe im westlichen und nördlichen Teil des Kreises Lippe zuständig. In dem 493 km² großen Gerichtsbezirk leben rund 150.000 Menschen. Außerdem ist das Amtsgericht Lemgo für die Landwirtschaftssachen der Amtsgerichtsbezirke Detmold und Lemgo zuständig.

## Übergeordnete Gerichte
Das dem Amtsgericht Lemgo übergeordnete Landgericht ist das Landgericht Detmold, das wiederum dem Oberlandesgericht Hamm untersteht.

## Geschichte
Im Lemgo war im Fürstentum Lippe das Herrschaftliche Richteramt Lemgo mit der erstinstanzlichen Rechtsprechung betraut. Daneben war der Stadt-Magistrat Lemgo Gericht erster Instanz. Der damalige Bürgermeister Honerla und der Justizbürgermeister Pothmann sprachen hier zuletzt Recht. Für die übergeordneten Gerichte siehe die Liste der Gerichte im Fürstentum Lippe.
Nach dem Inkrafttreten des Gerichtsverfassungsgesetzes am 1. Oktober 1879 wurde auch die Justiz im Fürstentum Lippe neu organisiert. Als Oberlandesgericht war nun das preußische Oberlandesgericht Celle zuständig, als Landgericht das Fürstlich Lippische Landgericht Detmold. Im Lemgo wurde das Amtsgericht Lemgo geschaffen.
Anfang der 1940er Jahre wurden die Amtsgerichte Hohenhausen und Alverdissen geschlossen und das Amtsgericht Lemgo übernahm deren Aufgaben. Nach dem Krieg wurden die Gerichte wieder eingerichtet.

### Ehemalige Gerichte, für deren Bezirke nun das Amtsgericht Lemgo zuständig ist
Ehemalige Gerichte, für deren Bezirke nun das Amtsgericht Lemgo zuständig ist, waren:
- Amtsgericht Alverdissen (seit 1969)
- Amtsgericht Hohenhausen (seit 1969)
- Amtsgericht Bad Salzuflen (seit 1973)
- Aus dem Bezirk des Amtsgerichts Oerlinghausen Leopoldshöhe seit 1979.

## Gerichtsgebäude

### 1879 bis 1922
Nach der Einrichtung des Gerichtes hatte es seinen Sitz zunächst im Rathaus der Stadt. Die Stadtverwaltung nutzte im Rathaus die Kellerräume und vier Diensträume, die anderen Amtsräume einschließlich des Sitzungssaales wurden durch das Gericht genutzt.

### 1922 bis 1963
Das Wachstum der Stadt führte sowohl in der Verwaltung als auch zum Gericht zu zusätzlichem Platzbedarf. 1920 wurde daher das Hotel Wegener in der Bismarckstraße durch die Stadt erworben und als Gerichtsgebäude umgebaut. Am 20. April 1922 konnte das Gericht seine neuen Räume beziehen und das Rathaus für die Stadtverwaltung räumen.

### 1963 bis 1978

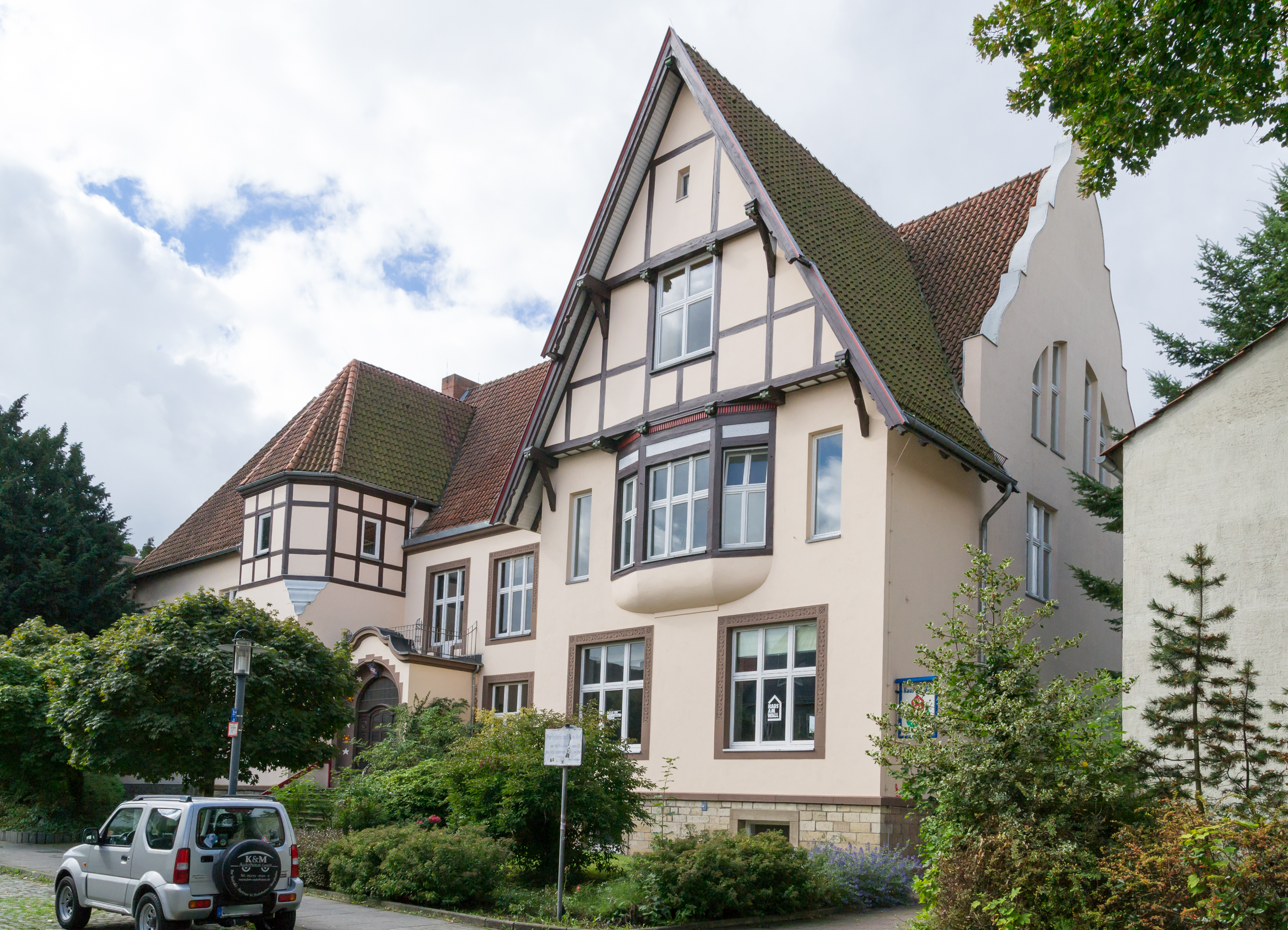
Primkerstraße 5

Nach dem Zweiten Weltkrieg waren auch diese Räume zu klein geworden. Seit 1958 bestanden daher Planungen der Erweiterung des Gerichtsgebäudes. Diese Pläne wurden jedoch nicht umgesetzt. Stattdessen stellte die Stadt das Gebäude der ehemaligen Oberschule für Mädchen, der Marianne-Weber-Schule in der Primkerstraße 5 zur Verfügung. Am 16. April 1963 zog das Gericht in das neue Gebäude ein. Das 1911 erbaute Gebäude steht heute unter Denkmalschutz (siehe auch Liste der Baudenkmäler in Lemgo).

### Seit 1978
In den 1970er Jahren wurden eine Reihe von Amtsgerichten zusammengelegt. Das Amtsgericht Lemgo blieb erhalten, das Gerichtsgebäude war aber erneut zu klein geworden. Am Schloss Brake wurde in den Jahren 1975 bis 1978 ein moderneres Gerichtsgebäude mit einer Gesamtnutzfläche von etwa 5.000 m² erbaut. Dieses Gebäude wird bis heute genutzt.

## Richter
- Dienstaufsichtsrichter Pothmann (ab 1879)
- Dienstaufsichtsrichter Bernhard Kuhlmann
- Amtsrichter Tasche (war auch lippischer Landtagsabgeordneter)
- Rolf Schrader, Direktor des Amtsgerichts 1997 bis 2015
- Petra Borgschulte, Direktorin des Amtsgerichts seit 2015